# タトラKT4
タトラKT4は、かつてチェコスロバキア（現：チェコ）のプラハに存在したČKDタトラが製造した路面電車車両（タトラカー）の1つ。急カーブや急勾配など厳しい条件下の路面電車路線向けに開発され、東ドイツやソビエト連邦を始めとする社会主義国家（東側諸国）に導入された。

## 導入までの経緯
タトラカーは、アメリカで開発された高性能路面電車・PCCカーの技術をライセンス契約の元で取得したČKDタトラ（旧：タトラ国営会社スミーホフ工場）によって開発された路面電車車両の総称である。東側諸国による経済協力機構である経済相互援助会議（コメコン）の元で大量生産されたタトラカーはソビエト連邦やユーゴスラビアなど世界各国へ向けて生産され、東ドイツにおいても1960年以降タトラT3Dや改良型のタトラT4Dの大量導入が実施された。
だが、首都・ベルリンのベルリン市電を始めとした東ドイツ各地の路面電車は急カーブや急勾配、狭い車両限界など、従来型のタトラカーを直接導入する事が難しい線路条件であり、1970年代前半までこれらの都市には小型の2軸車が継続して導入される状態となっていた。そこで、タトラ国営会社は東ドイツ政府の指導のもと、それらの車両に代わる厳しい条件下でも走行可能な新型電車の開発に着手した。そして複数の試作車を経て1975年から量産が開始されたのがKT4である。形式名の"KT"は「小型連接式電動車（Kurzgelenk Triebwagen）」と言う意味を持つ。

## 概要
KT4は2両の車体を繋いだ2車体連接車だが、タトラ国営会社がそれまで製造していた連接車とは異なり、各車体に2基の主電動機を搭載したボギー式動力台車が設置され、床下と屋根に設置されたヒンジで車体同士が結合される構造となっている。これによって通過可能な最小曲線半径は15.8 mとなり、従来のボギー車や連接車では通過する事が出来なかった急曲線も走行する事が出来る。更に連結器ではなくヒンジで車体を繋ぐ事により、2軸車による連結運転で生じた縦揺れが抑えられている。一方、台車や主電動機、駆動方式（直角カルダン駆動方式）など主要機器についてはT4Dの構造が引き続き用いられている他、制御装置も1980年代以降に製造された一部車両を除いて抵抗制御方式が採用されている。ただし抵抗値の操作についてはT4Dを始めとした従来のタトラカーで用いられていたタップ制御ではなく電磁開閉器が使われており、信頼性の向上が図られている。
車体はループ線が終端に存在する使用路線の条件に合わせ、車体右側にのみ乗降扉が存在する片運転台構造となっている。乗降扉は各車体に2箇所、1両につき合計4箇所設置されており、乗客の流動性が従来の車両から向上している。また連結器が搭載されているため、KT4形同士の連結運転も可能である。車体デザインはボギー車のタトラT5と同様に角ばった外見となっているが、車両限界が狭い東ドイツの路線での走行を考慮し、車体幅は2,180 mmに抑えられている。

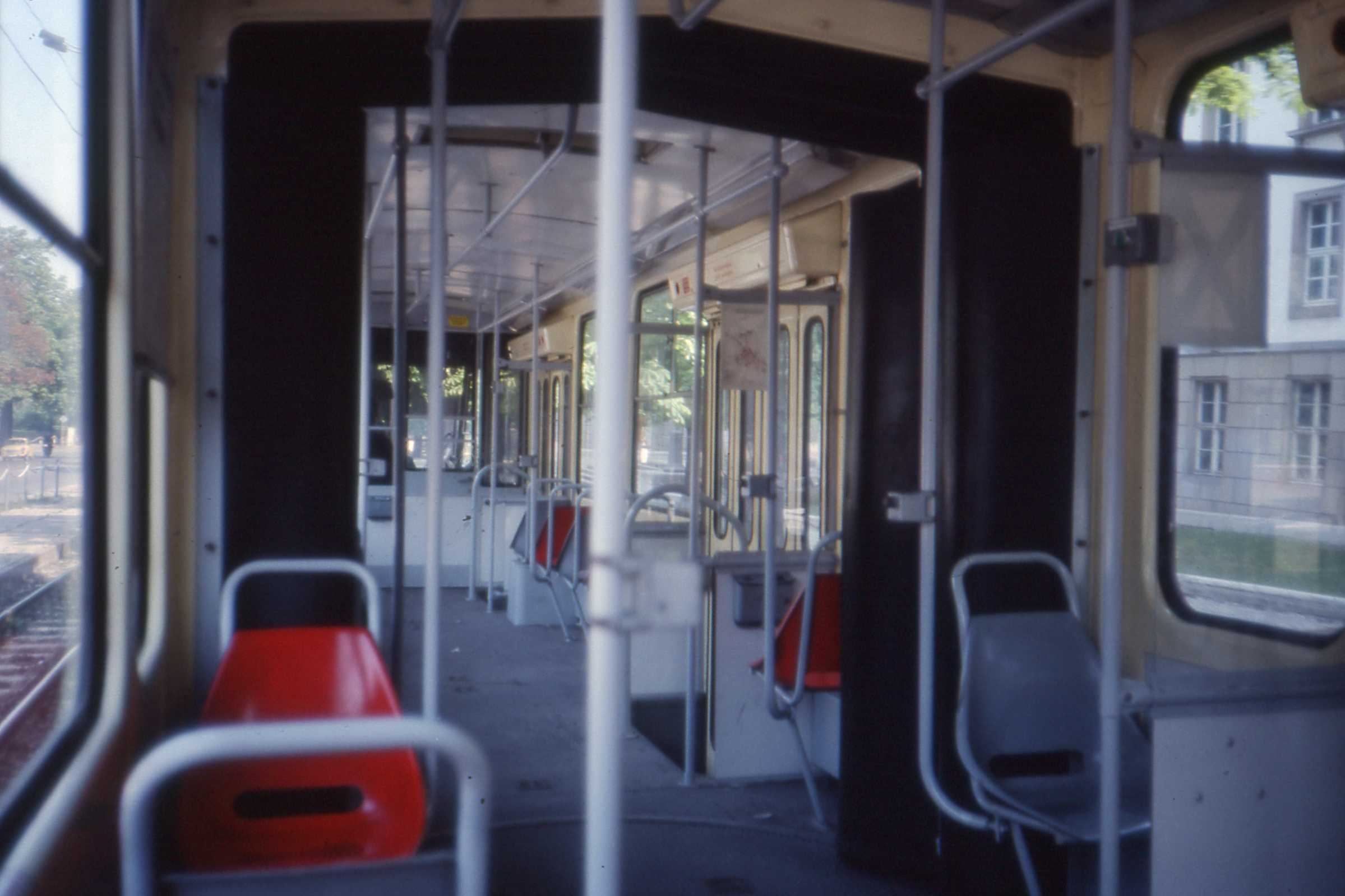
車内（エアフルト）
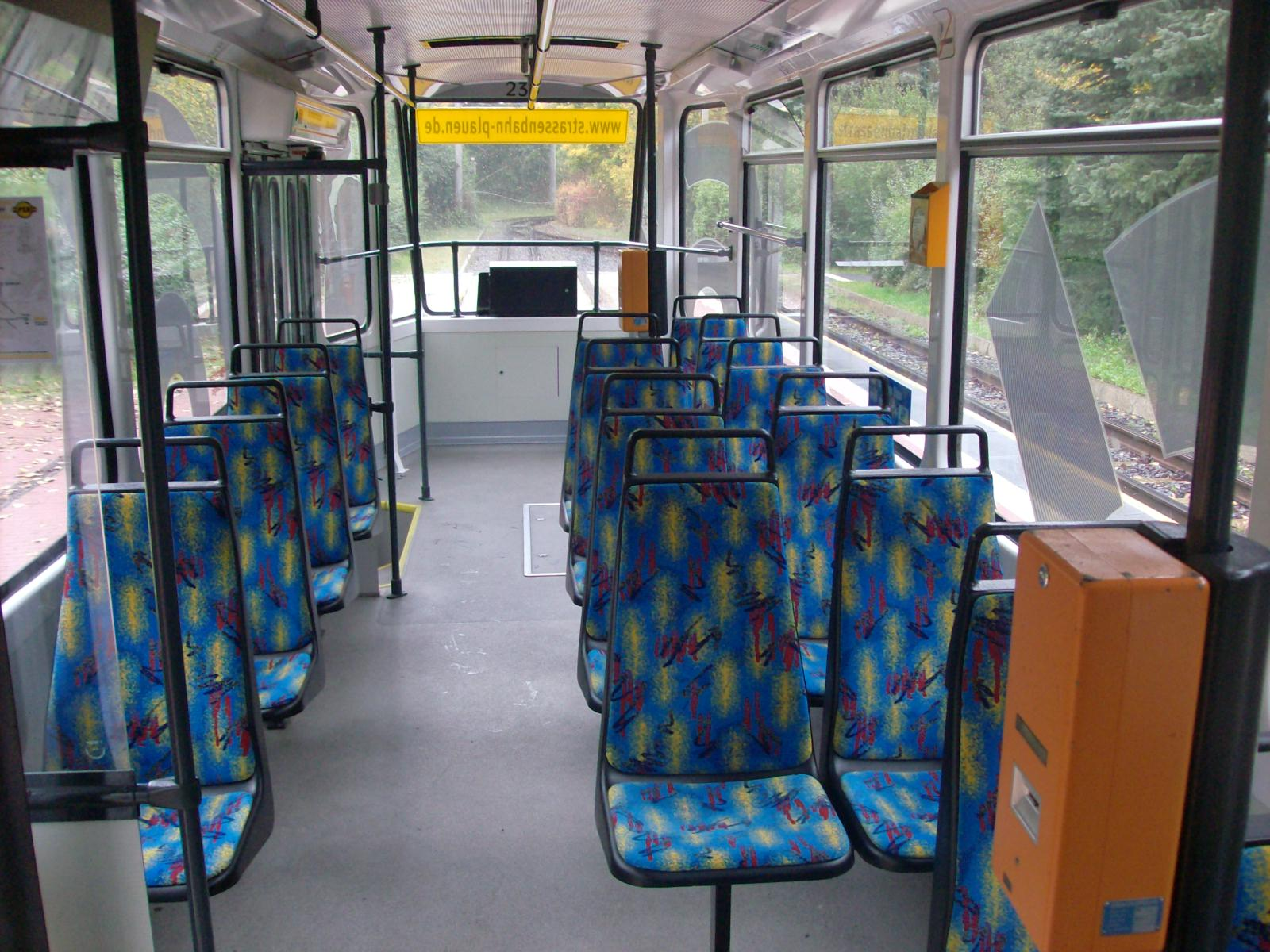
車内（プラウエン）
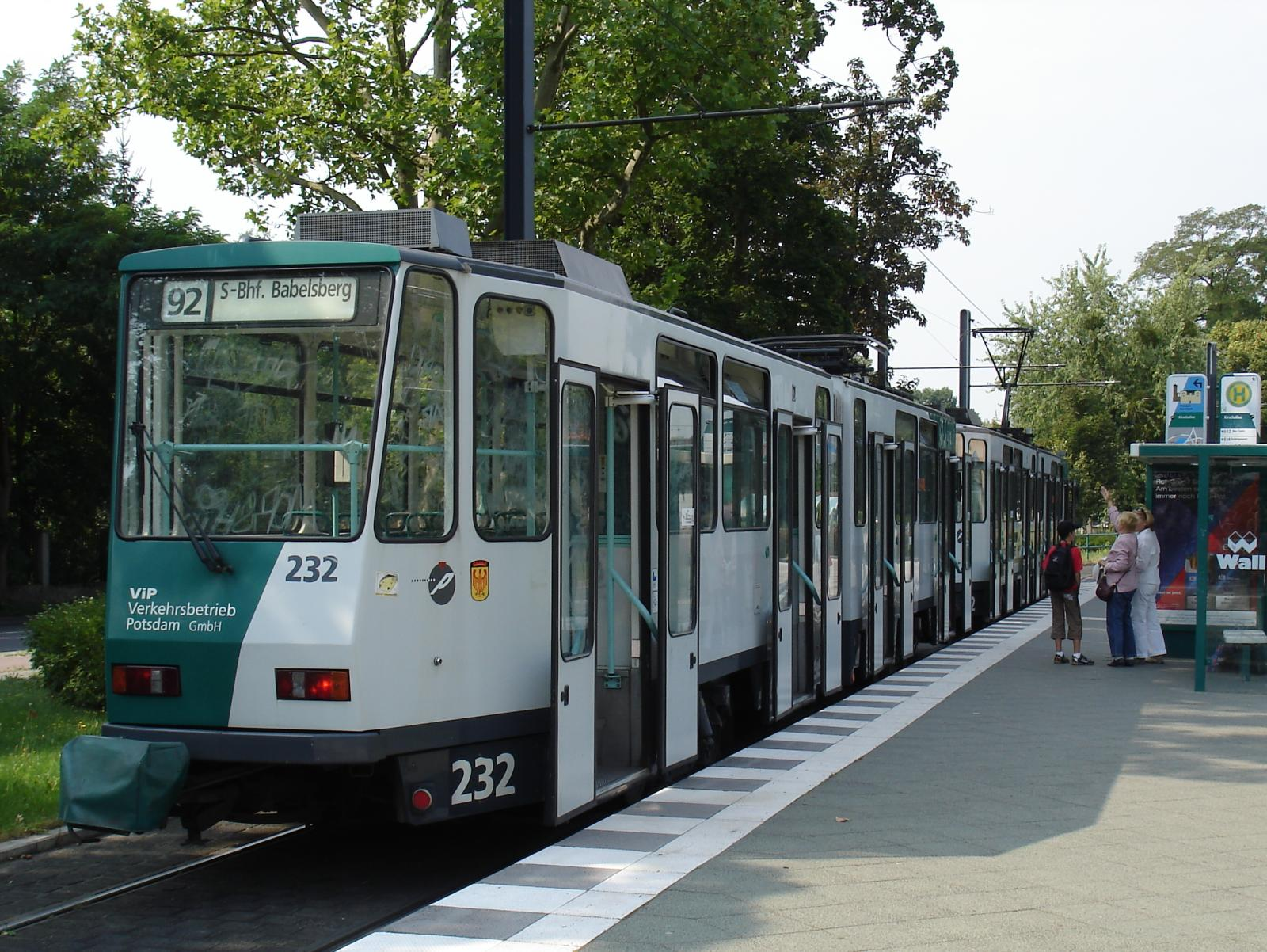
後方には運転台が設置されていない（ポツダム）

## 運用・車種

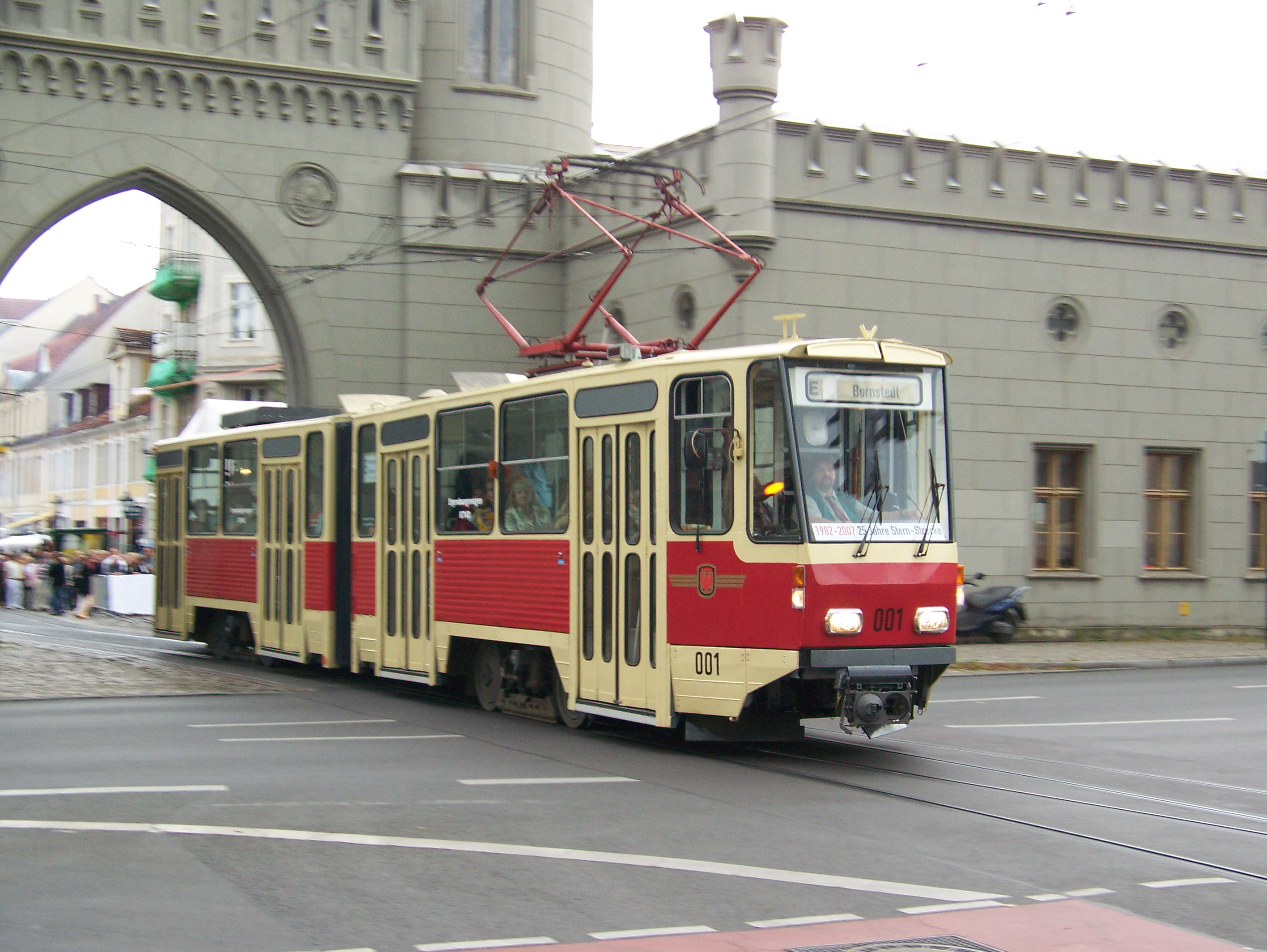
ポツダム市電で動態保存されている試作車（2007年撮影）

KT4の開発にあたり、まず1969年に試作連接車のタトラK1を改造し、連接構造を始めとする新機構の検証が実施された。その結果良好な成績が得られた事で、1972年に2両の試作車が製造され、翌1973年から軌間1,435 mm（標準軌）のプラハ市電と軌間1,000 mm（狭軌）のリベレツ市電でそれぞれ試運転が実施された。そしてこれらの車両が1975年4月に東ドイツのポツダム市電で営業運転を開始したのを皮切りに、東ドイツ、ソビエト連邦、ユーゴスラビア、朝鮮民主主義人民共和国向けに以下の車種の大量生産が実施された。
- KT4D - 東ドイツ向けの形式。1990年までに試作車を含めて合計1,045両が製造された。1982年からは制御装置を電機子チョッパ制御方式（サイリスタチョッパ制御）に変更したKT4Dtの展開も行われ、ベルリン市電向けに99両が導入された[5][3][11][14]。
- KT4SU - ソビエト連邦向けに製造された形式。1980年から1990年にかけて435両が製造された[5]。
- KT4YU - ユーゴスラビア向けの形式で、KT4-YUBとも呼ばれる。1980年から1990年にかけてベオグラード市電（現：セルビア）に200両、ザグレブ市電（現：クロアチア）に51両が導入された。また、1997年には電機子チョッパ制御（IGBT素子）を用いたKT4M-YUBがベオグラード市電に向けて20両生産されている[4][5]。
- KT4K - 朝鮮民主主義人民共和国（北朝鮮）の首都・平壌の路面電車である平壌市電の復活に合わせて1991年に製造された形式。最終組み立ては中華人民共和国（中国）で実施された。50両が導入されたが、早期に連接部分が溶接され、以降は全長18 mのボギー車として使用された[5][15]。

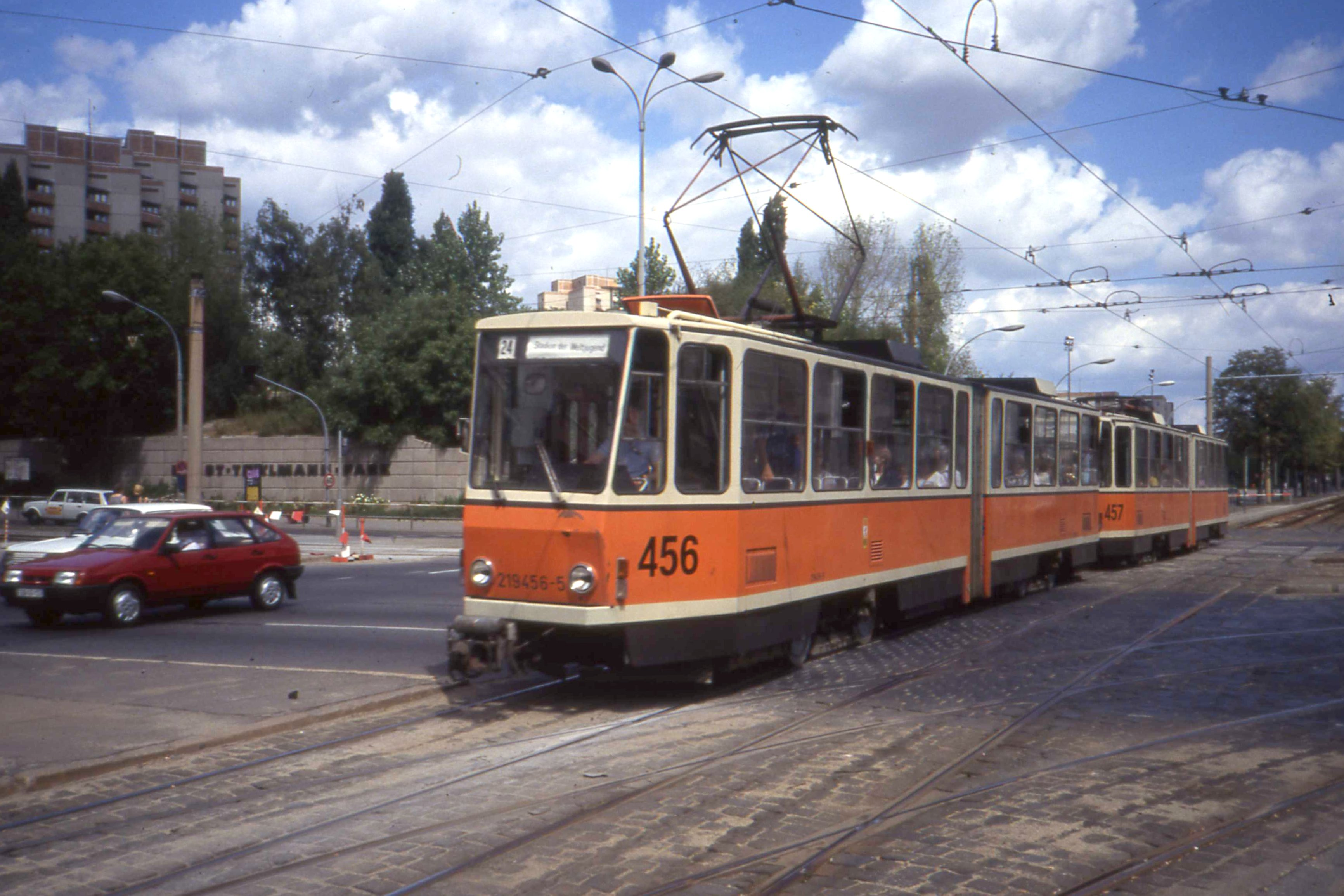
KT4D（ベルリン）
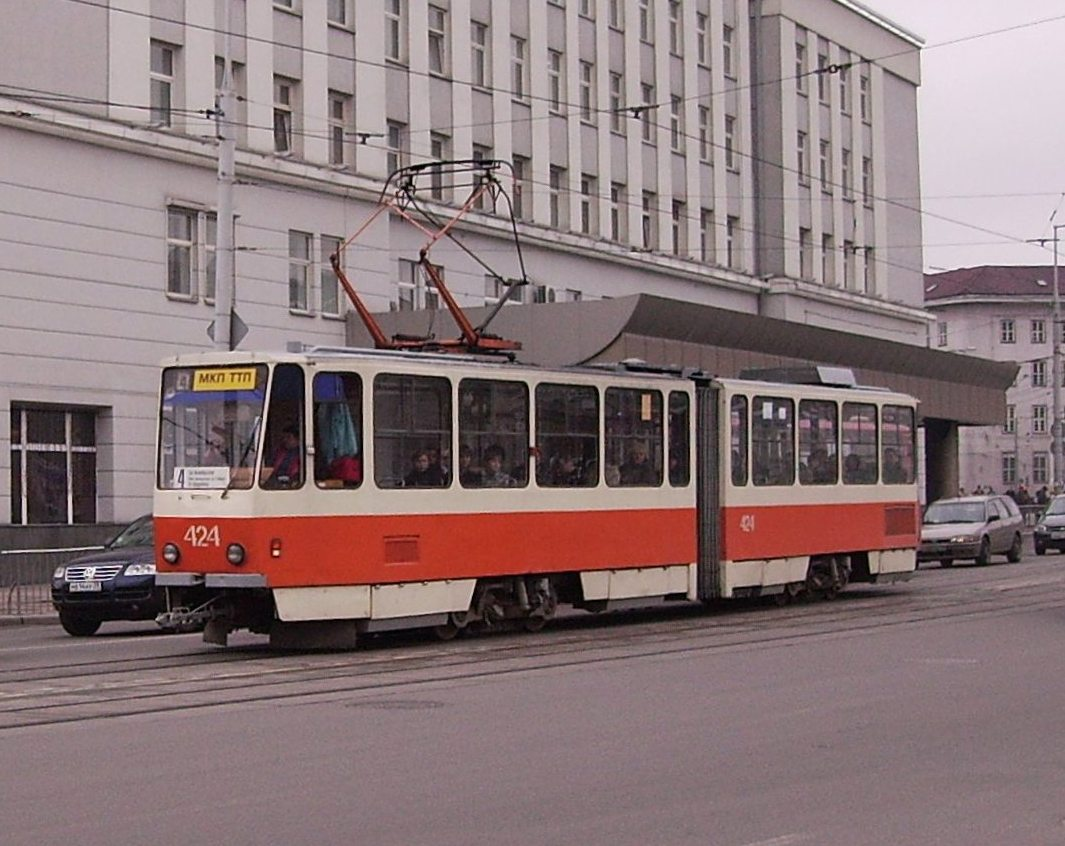
KT4SU（カリーニングラード）
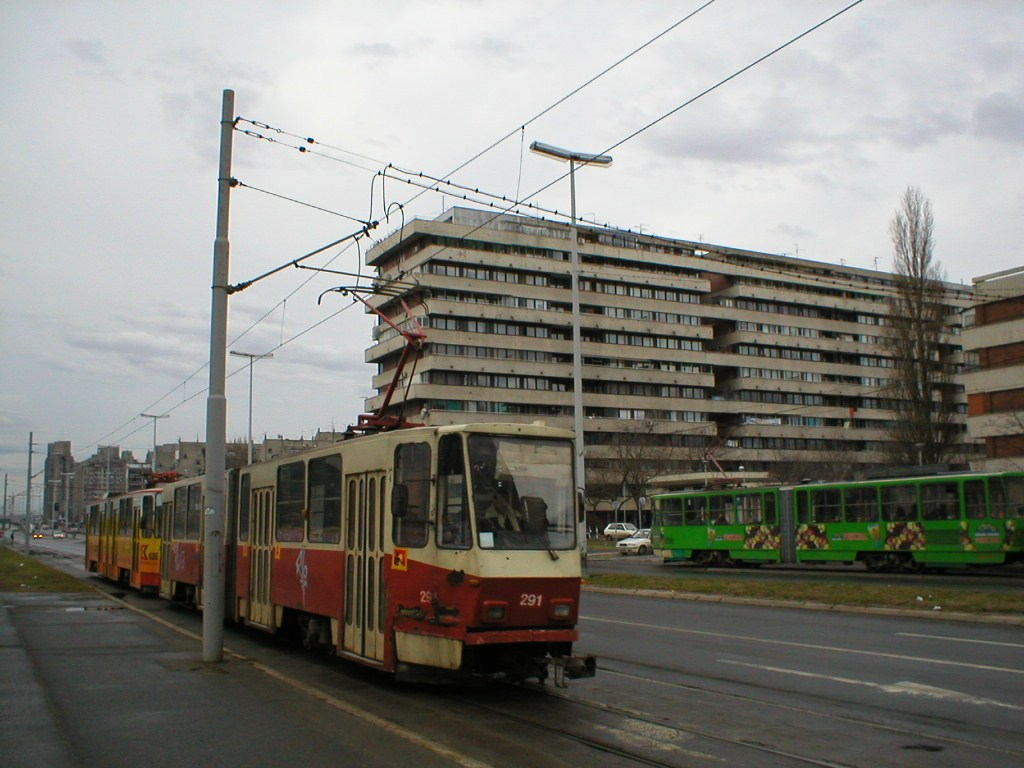
KT4YU（ベオグラード）
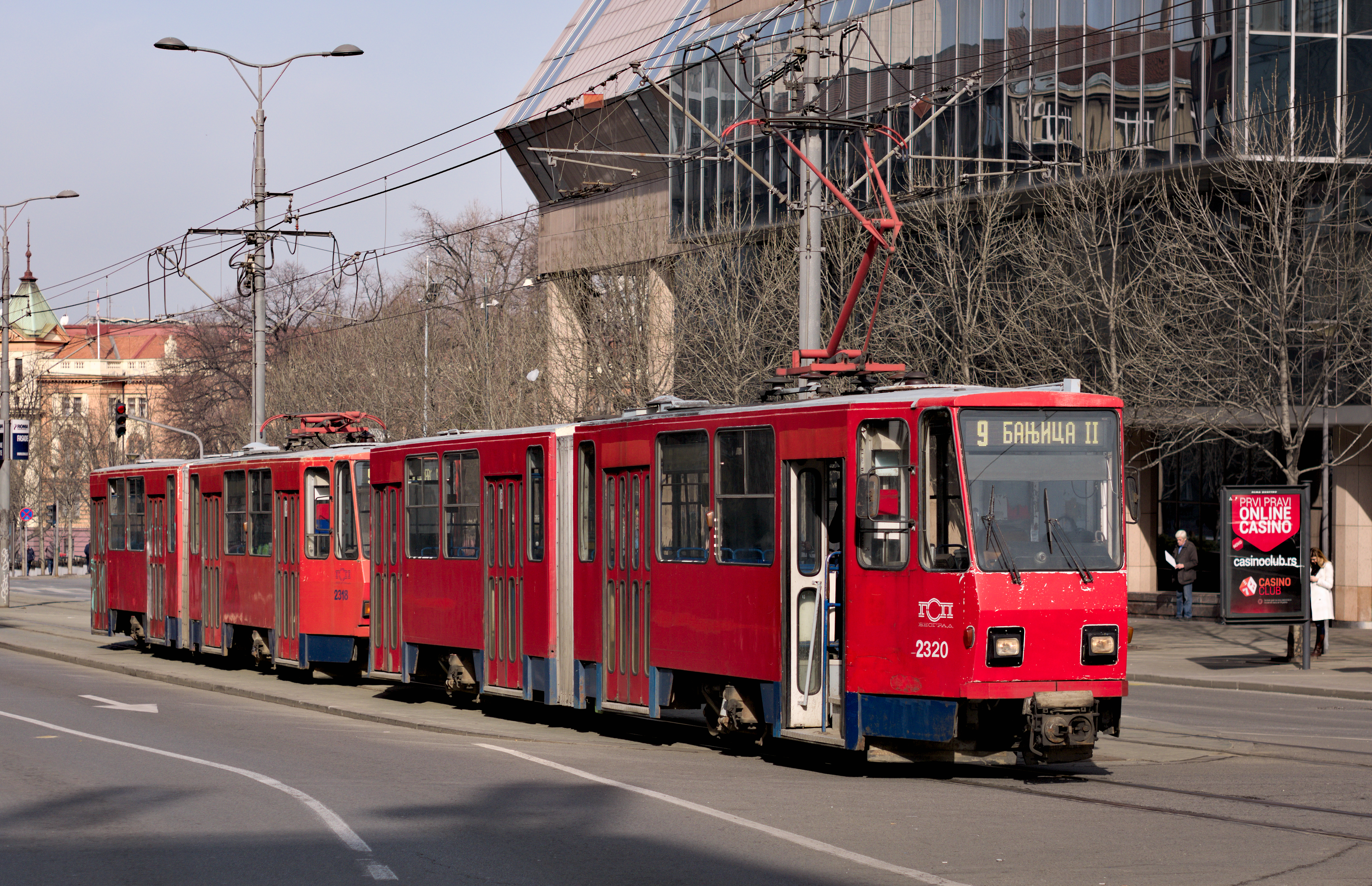
KT4M-YUB（ベオグラード）

## 導入都市

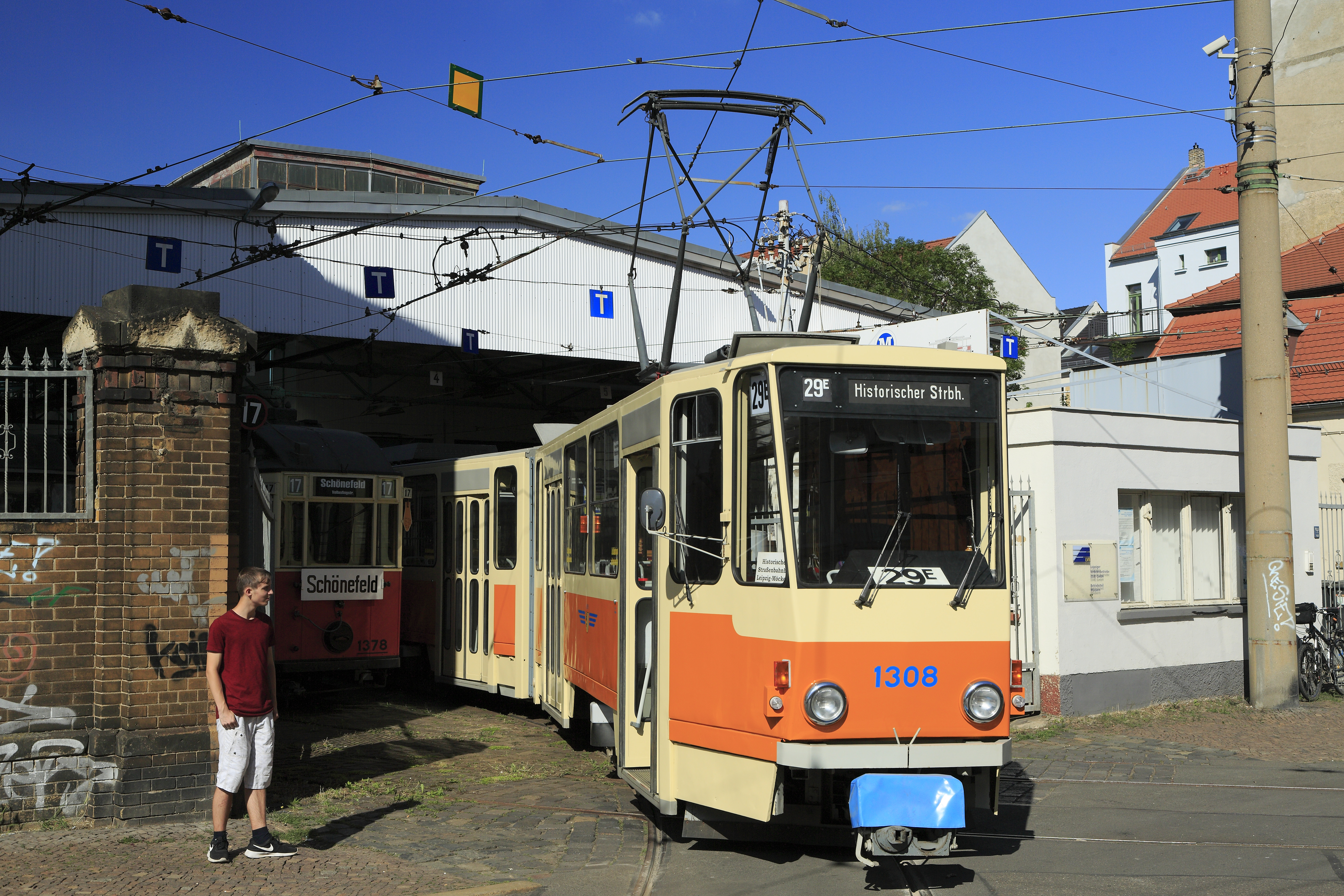
KT4D（ライプツィヒ）

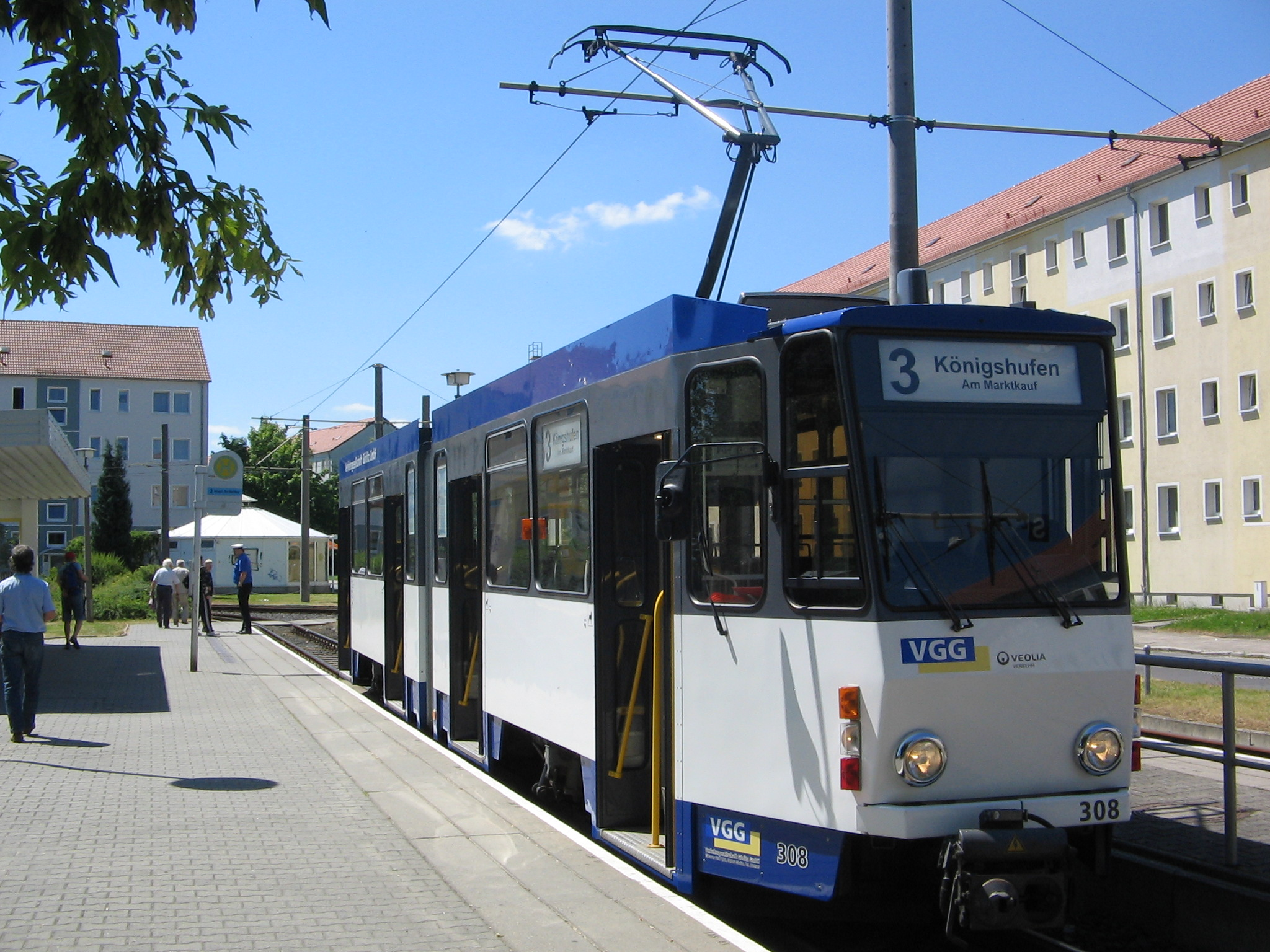
KT4D（ゲルリッツ）

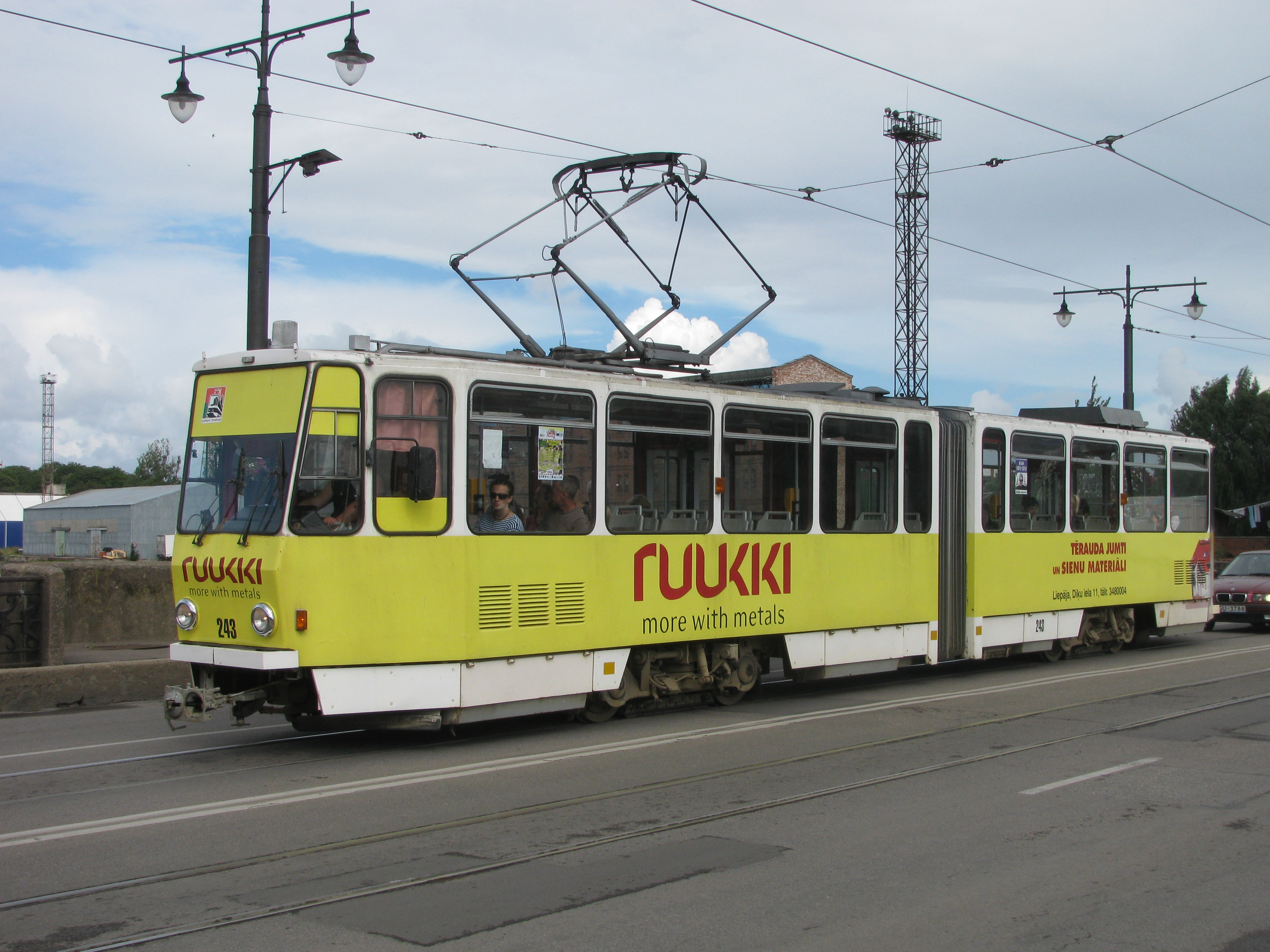
KT4SU（リエパーヤ）

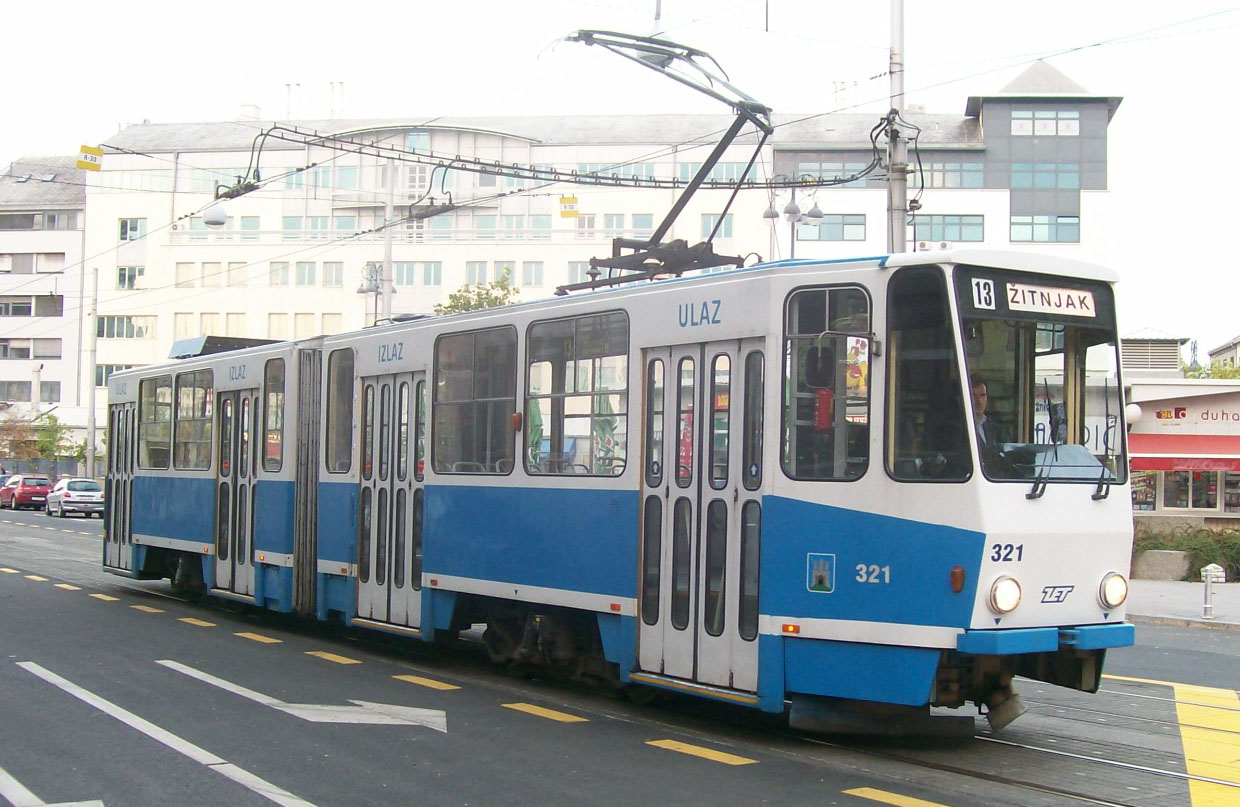
KT4YU（ザグレブ）

タトラ国営会社（→ČKDタトラ）で製造されたタトラKT4が導入された都市は以下の通りである。国名や都市名の一部には略称を含む。
| KT4 導入都市一覧 | KT4 導入都市一覧                | KT4 導入都市一覧                                                 | KT4 導入都市一覧 |
| 形式             | 導入国                          | 都市                                                             | 導入車両数       |
| ---------------- | ------------------------------- | ---------------------------------------------------------------- | ---------------- |
| KT4D             | 東ドイツ (現：ドイツ)           | ベルリン (ベルリン市電) 「タトラKT4 (ベルリン市電)」も参照       | 576両            |
| KT4D             | 東ドイツ (現：ドイツ)           | エアフルト (エアフルト市電) 「タトラKT4 (エアフルト市電)」も参照 | 156両            |
| KT4D             | 東ドイツ (現：ドイツ)           | ゲーラ (ゲーラ市電)                                              | 63両             |
| KT4D             | 東ドイツ (現：ドイツ)           | ポツダム (ポツダム市電) 「タトラKT4 (ポツダム市電)」も参照       | 45両             |
| KT4D             | 東ドイツ (現：ドイツ)           | プラウエン (プラウエン市電)                                      | 45両             |
| KT4D             | 東ドイツ (現：ドイツ)           | フランクフルト(オーダー) (フランクフルト(オーダー)市電)          | 34両             |
| KT4D             | 東ドイツ (現：ドイツ)           | ツヴィッカウ (ツヴィッカウ市電)                                  | 22両             |
| KT4D             | 東ドイツ (現：ドイツ)           | ブランデンブルク (ブランデンブルク市電)                          | 16両             |
| KT4D             | 東ドイツ (現：ドイツ)           | コトブス (コトブス市電)                                          | 16両             |
| KT4D             | 東ドイツ (現：ドイツ)           | ゲルリッツ (ゲルリッツ市電)                                      | 11両             |
| KT4D             | 東ドイツ (現：ドイツ)           | ライプツィヒ (ライプツィヒ市電)                                  | 8両              |
| KT4D             | 東ドイツ (現：ドイツ)           | ゴータ (ゴータ市電)                                              | 6両              |
| KT4Dt            | 東ドイツ (現：ドイツ)           | ベルリン (ベルリン市電) 「タトラKT4 (ベルリン市電)」も参照       | 99両             |
| KT4SU            | ソビエト連邦 (現：ウクライナ)   | リヴィウ (リヴィウ市電)                                          | 145両            |
| KT4SU            | ソビエト連邦 (現：ウクライナ)   | ヴィーンヌィツャ (ヴィーンヌィツャ市電)                          | 81両             |
| KT4SU            | ソビエト連邦 (現：エストニア)   | タリン （タリン市電）                                            | 73両             |
| KT4SU            | ソビエト連邦 (現：ロシア連邦)   | カリーニングラード (カリーニングラード市電)                      | 41両             |
| KT4SU            | ソビエト連邦 (現：ロシア連邦)   | ピャチゴルスク (ピャチゴルスク市電)                              | 35両             |
| KT4SU            | ソビエト連邦 (現：ラトビア)     | リエパーヤ (リエパーヤ市電)                                      | 22両             |
| KT4SU            | ソビエト連邦 (現：ウクライナ)   | ジトーミル (ジトーミル市電)                                      | 20両             |
| KT4SU            | ソビエト連邦 (現：ウクライナ)   | イェウパトーリヤ (イェウパトーリヤ市電)                          | 18両             |
| KT4YU            | ユーゴスラビア (現：セルビア)   | ベオグラード (ベオグラード市電)                                  | 200両            |
| KT4YU            | ユーゴスラビア (現：クロアチア) | ザグレブ (ザグレブ市電)                                          | 51両             |
| KT4M-YUB         | ユーゴスラビア (現：セルビア)   | ベオグラード (ベオグラード市電)                                  | 20両             |
| KT4K             | 北朝鮮                          | 平壌 (平壌市電)                                                  | 50両             |

## 改造
ドイツ再統一やソビエト連邦の崩壊を経た1990年代以降、長年の酷使により老朽化が進んだKT4は、製造年が新しい同形式の譲渡や超低床電車の導入により廃車や他都市への譲渡が進行しているが、一方で今後の使用も踏まえ延命も兼ねた更新工事が実施されている都市も多数存在する。工事の内容は車体の外板や断熱材、内装、乗降扉、窓など車体各部の部品の交換、先頭部の更新、天窓の追加、制御装置のサイリスタチョッパ制御方式への変更、補助電源装置の静止型インバータ（SIV）への換装、台車の新造など多岐に渡る。更に都市によってその内容は異なり、中には中間に低床車体を挟み込み3車体連接車となった車両や車体そのものが更新された車両も存在する。以下、形式変更を伴う代表的な改造例を取り上げる。
- KT4DM - ドイツやロシアで更新工事が実施されたKT4Dの一部は形式名の変更が行われている[16][10]。
- KT4DtM - ドイツ・ベルリン市電向けに製造された電機子チョッパ制御のKT4Dtに対し、ドイツ再統一後の1990年代以降に更新工事を実施した車両。一部はウクライナのザポリージャ市電など海外への譲渡が実施されている[17]。
- KT4DC - KT4Dの制御装置を抵抗制御方式からサイリスタチョッパ制御方式のものへと換装した形式[16][18]。
- KTNF6 - 中間に1軸台車を用いた低床車体を挟み込み、3車体連接車に改造された車両。同時に電子制御システムおよび回生ブレーキの導入、主電動機の出力増加などの改造も行われた。ドイツのコトブス市電、ブランデンブルク市電に導入された他、エストニアのタリン市電向けの車両はKT6Tと言う形式名が付けられており、2010年代以降は主電動機や制動装置の改良など更なる近代化工事を受けた車両も存在する[18][19]。
- KTNF8 - ドイツのゲーラ市電向けの3車体連接車。KTNF6形とは異なり、中間に連結されたČKDタトラ製の低床車体には直径410 mmの小型車輪を用いた2軸ボギー台車が設置されている[20][18]。
- "Vinway"（KT4C、KT4UA） - 新型車両の購入費用を削減するため、ウクライナ・ヴィーンヌィツャ市電で使用されていたタトラカーの台車や一部機器を流用し、市電の工場で製造が行われた電車の総称。そのうちKT4SUの台車を用いて製造された形式には、種車と同様の2車体連接車として2015年に導入されたKT4Cと、中間に低床車体を追加した3車体連接車として2016年から営業運転を開始したKT4UAが存在する[21][22][23]。
- KT4TMR - エストニアの首都・タリンを走るタリン市電に在籍するKT4のうち6両については、旧型路面電車の車体・車内を基にしたレトロ調のデザインに改造された他、電気機器や乗降扉の更新工事も同時に行われ、形式名を「KT4TMR」に改めた。2017年10月10日から営業運転を開始しており、各車両にはコンスタンティン・パッツを始めとしたエストニア共和国の成立や反ソ連運動に携わった政治家の名前が付けられている[24]。

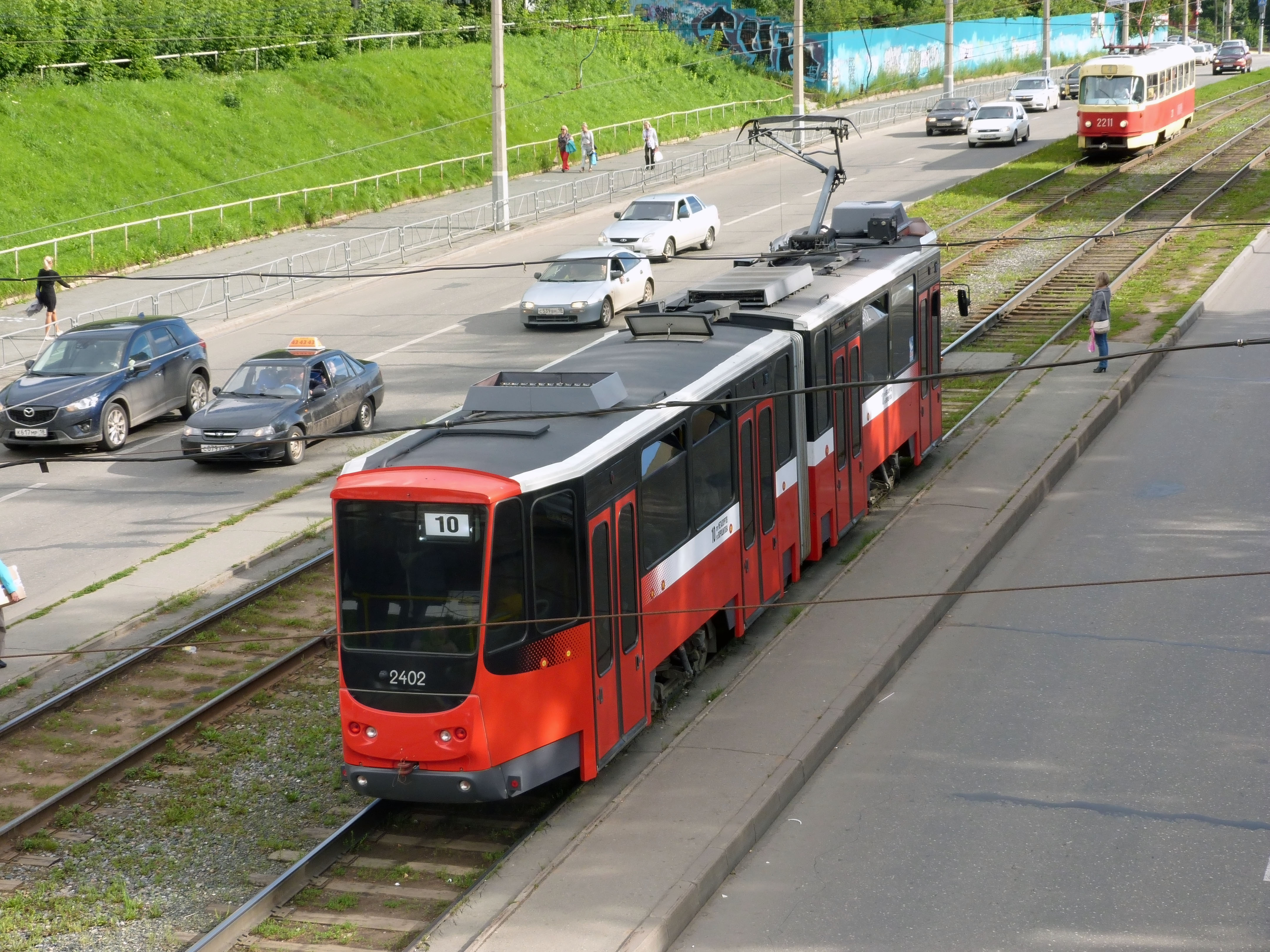
KT4DM（イジェフスク）
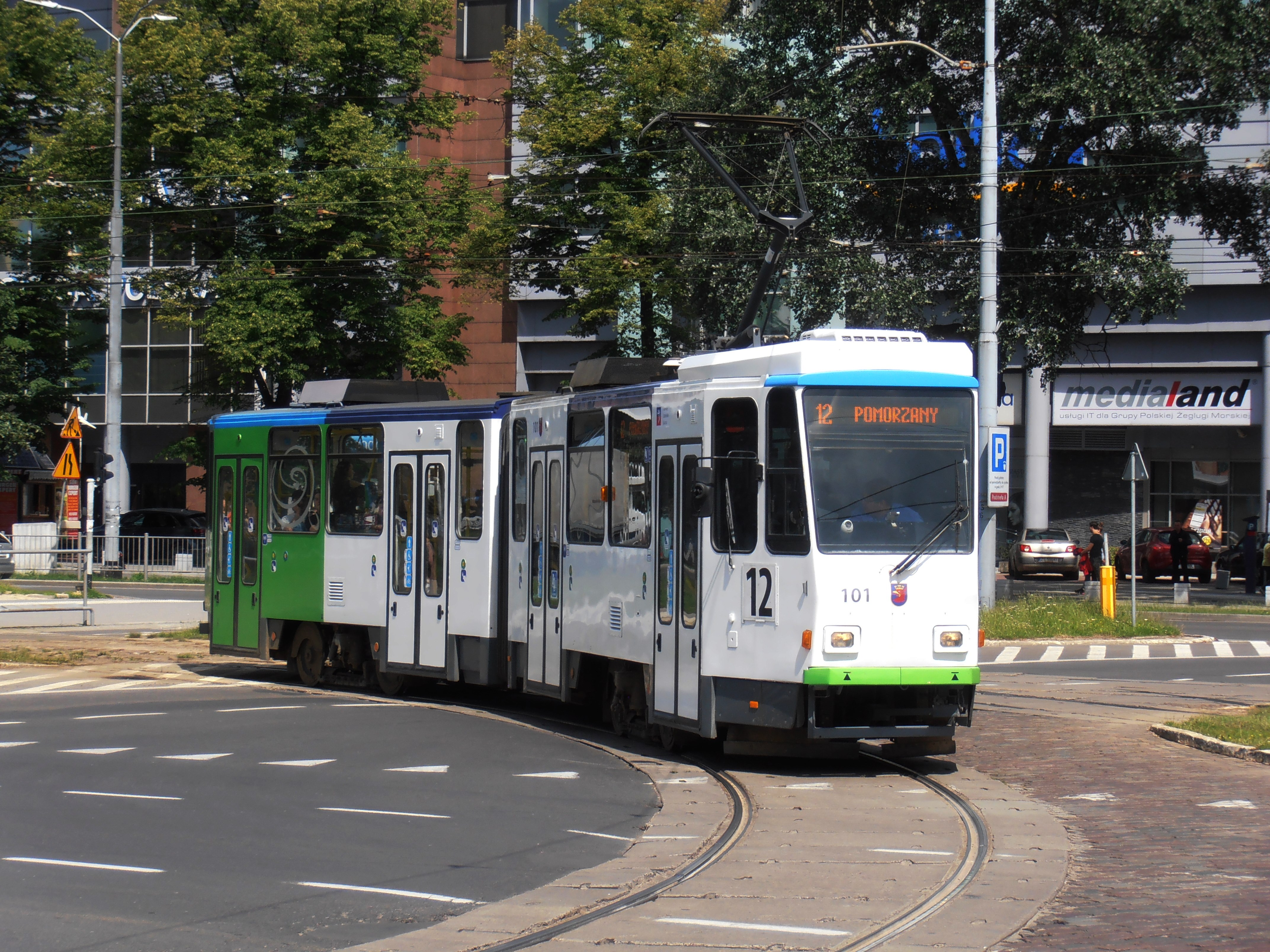
KT4DtM（シュチェチン）
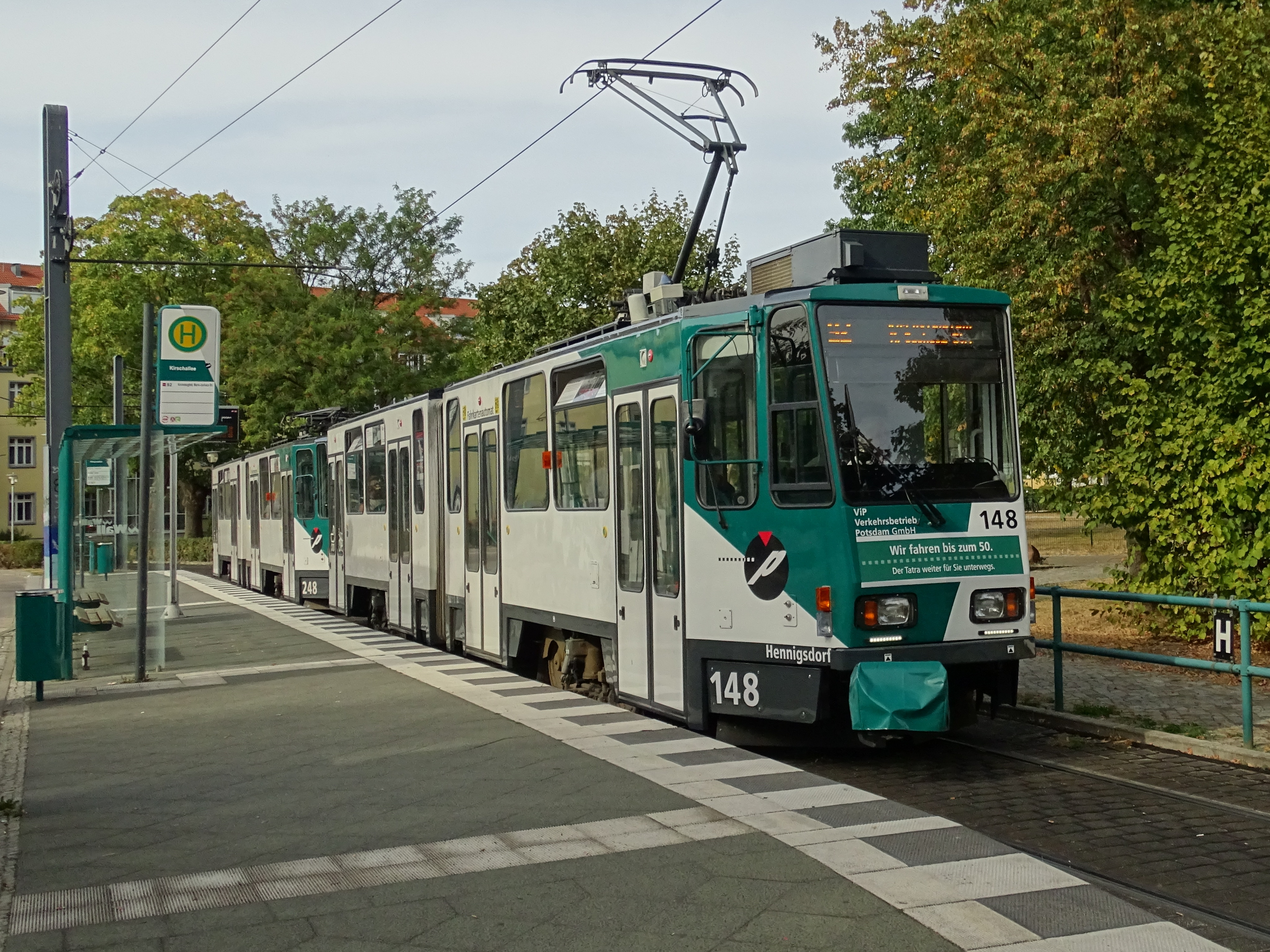
KT4DC（ポツダム）
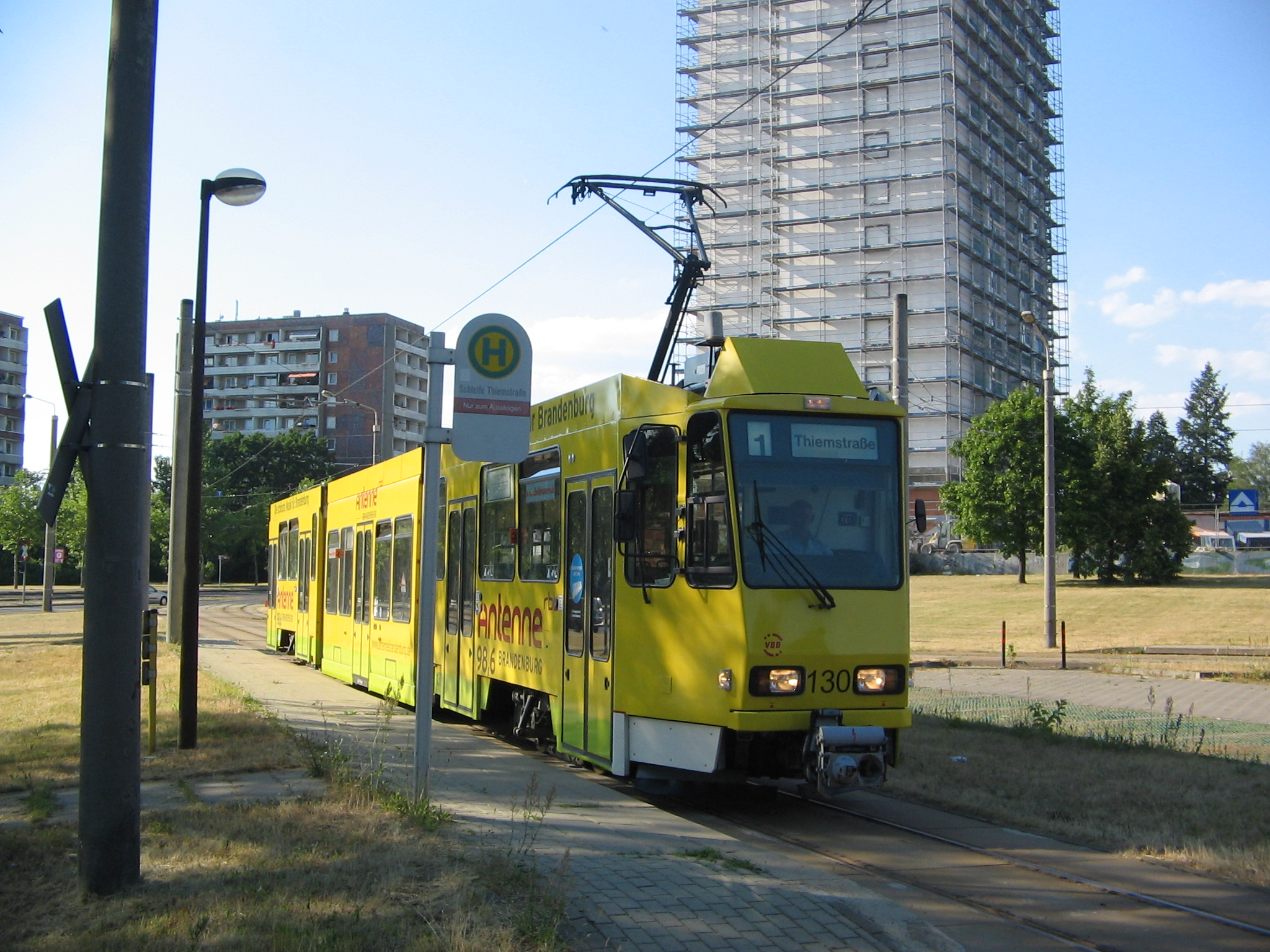
KTNF6（コトブス）
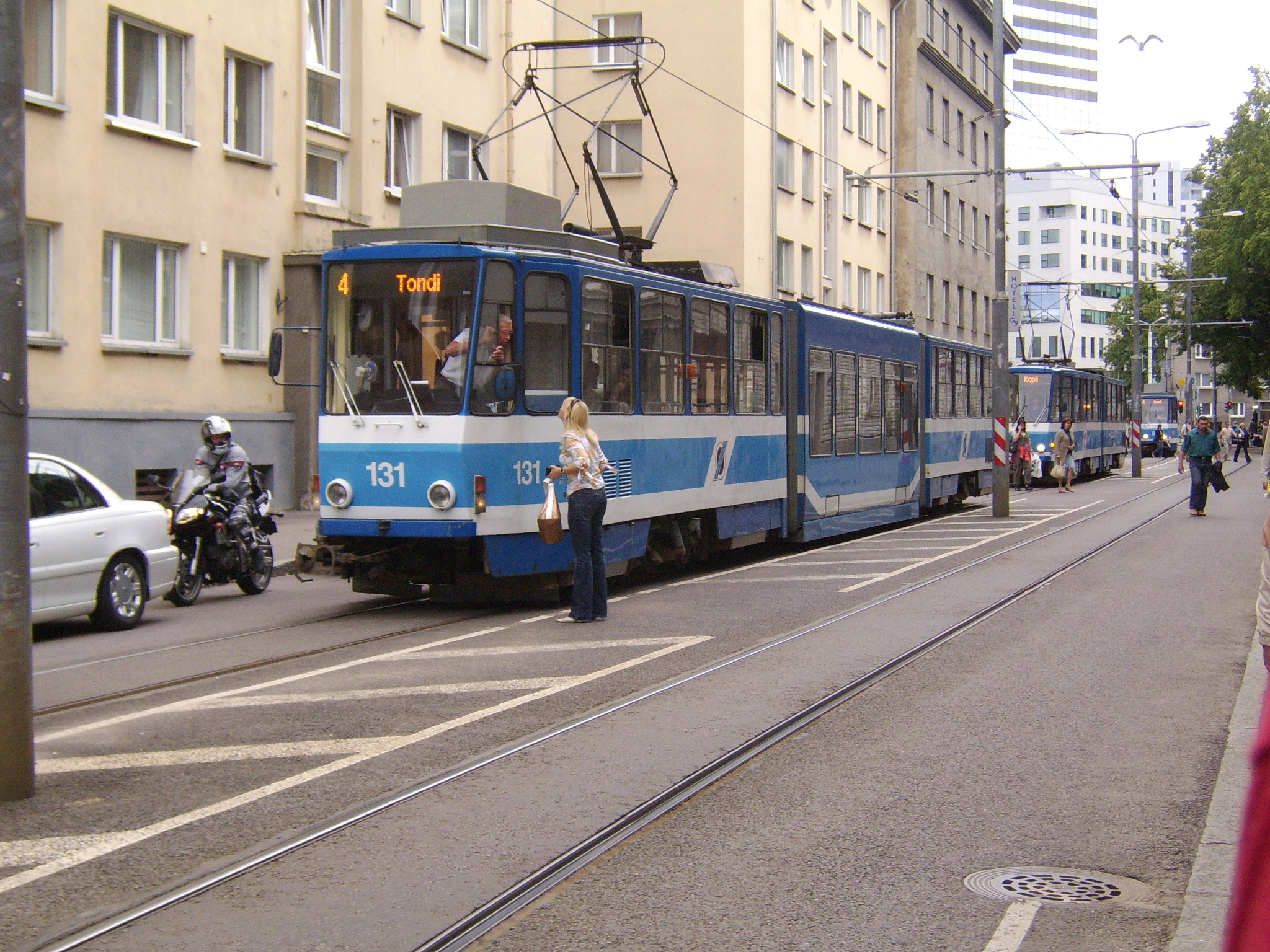
KT6T（タリン）
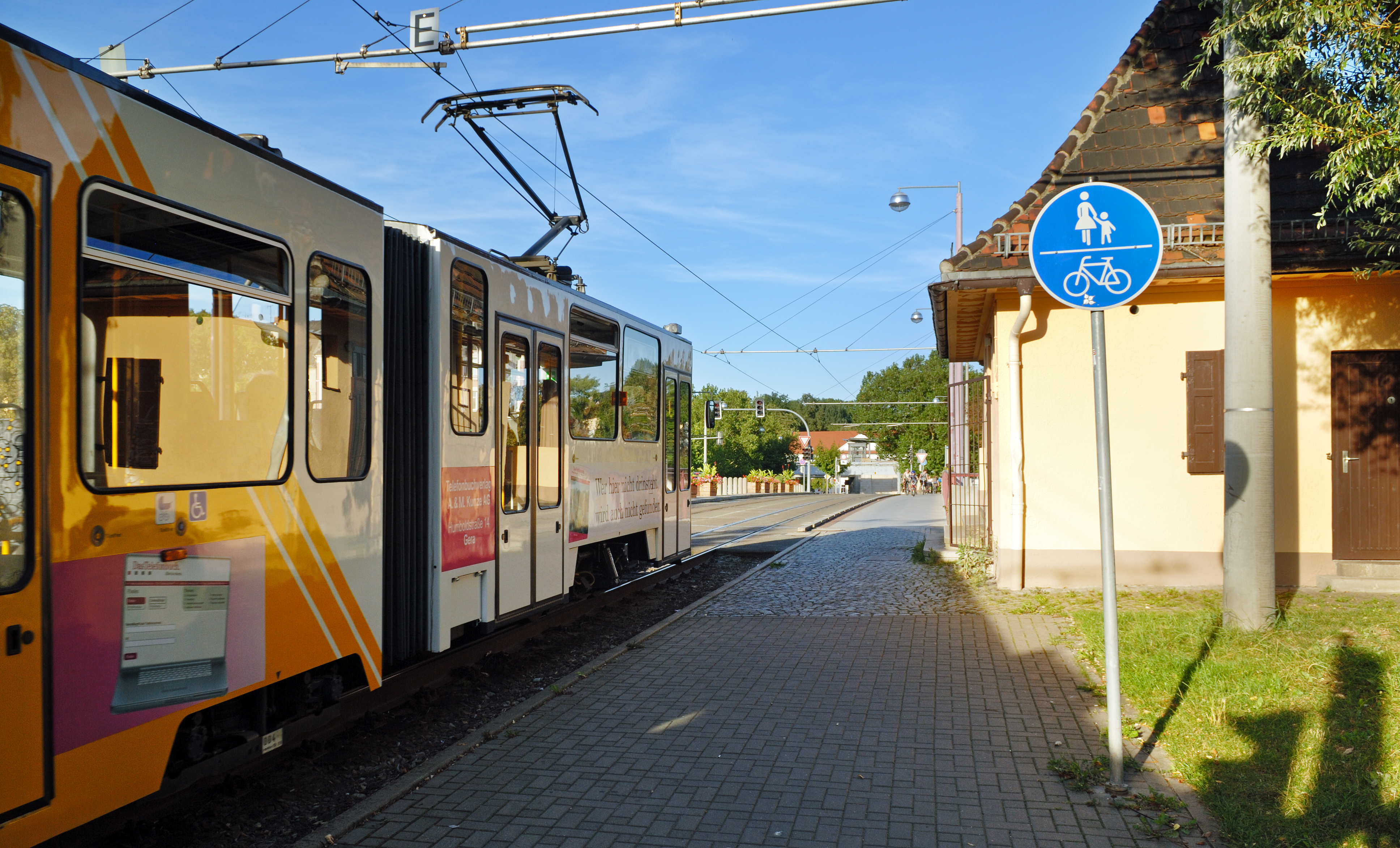
KTNF8（ゲーラ）
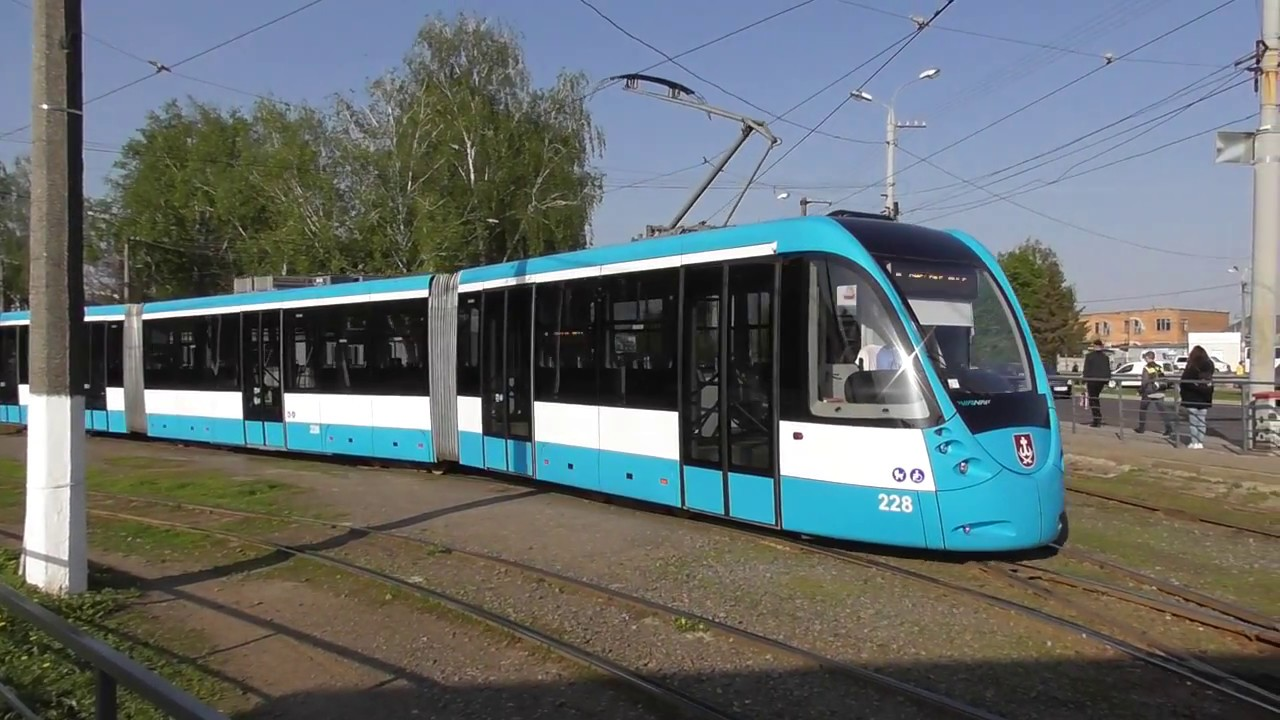
KT4UA（ヴィーンヌィツャ）
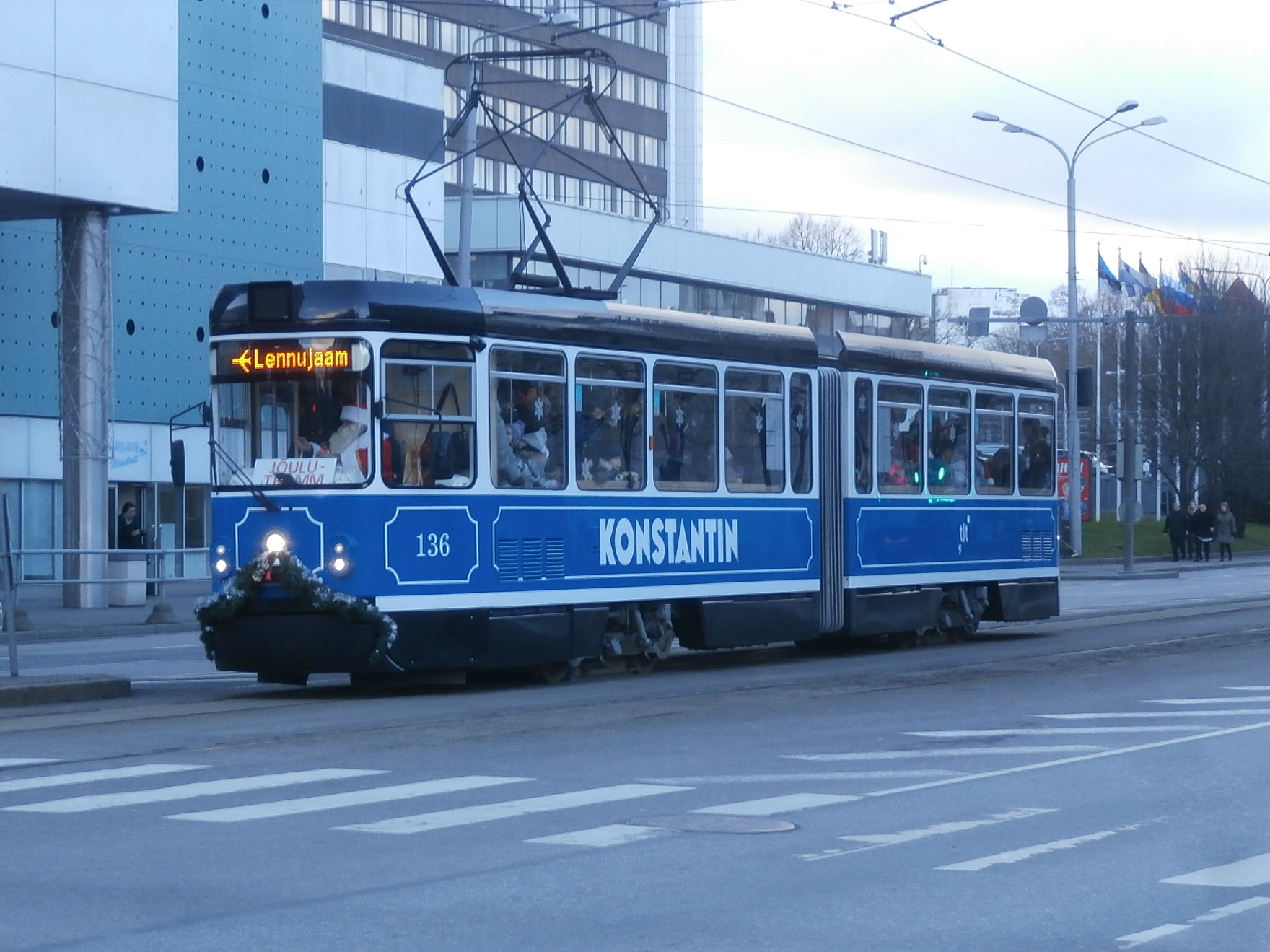
KT4TMR（タリン）